# Malalel
Malalel , Mahalalel ou Mahalaleel (do hebraico מהללאל) é um patriarca bíblico de acordo com a Torá. Este seria filho de Cainã, que era filho de Enos, que era filho de Sete, que era filho de Adão. Malalel teria sido pai de Jarede, pai de Enoque.
Malalel aparece no livro de Gênesis 5:12-17, e de acordo com este livro teria vivido 895 anos.

## Idade dos Patriarcas
| nome      | idade ao ser pai | idade ao morrer |
| --------- | ---------------- | --------------- |
| Adão      | 130              | 930             |
| Sete      | 105              | 912             |
| Enos      | 90               | 905             |
| Cainã     | 70               | 910             |
| Malalel   | 65               | 852             |
| Jarede    | 162              | 962             |
| Enoque    | 65               | 365             |
| Matusalém | 187              | 969             |
| Lameque   | 182              | 777             |
| Noé       | 500              | 950             |
| Sem       | 100              | 600             |
| Arpachade | 35               | 438             |
| Selá      | 30               | 433             |
| Éber      | 34               | 464             |
| Pelegue   | 30               | 239             |
| Reú       | 32               | 239             |
| Serugue   | 30               | 230             |
| Naor      | 29               | 148             |
| Terá      | 70               | 205             |
| Abraão    | 100              | 175             |
| Isaque    | 60               | 180             |